# Cesáreo Victorino
Pour les articles homonymes, voir Victorino.
Cesáreo Victorino Mungaray est un footballeur mexicain né le 19 mars 1979 à Mexico. 
Il a fait partie des quelques joueurs ayant évolué en Europe, membre de l'équipe nationale du Mexique.

## Clubs
- 1996–2001 :  CF Pachuca
- 2001–2002 :  CD Cruz Azul
- 2002–2003 :  CF Pachuca
- 2003–2005 :  CD Cruz Azul
- 2005 :  CF Pachuca
- 2005 :  Calcio Padova
- 2006 :  SK Slavia Prague
- 2006 :  Pumas UNAM
- 2007–2008 :  CD Veracruz
- 2008– :  CF Puebla